# 空想ロマンス
空想ロマンス（くうそうろまんす）は、日本の女性アイドルグループである。
所属事務所はBIG ISLAND RECORDS。2024年に結成された。
2024年12月17日Zepp Namba(OSAKA)＜YOEI FES OSAKA -in Zepp Namba-＞にてデビューした。

## 概略
空想ロマンス（くうそうろまんす）は振付師・ちゃんたいがプロデューサーを務めるグループで、“ここだけ、恍惚とした時間。”をグループのテーマに掲げ、洗練されたダンスパフォーマンスを武器に観ているすべての人の心を奪い、幻想的な空間を届けていくという。メンバーは元NMB48＆Strawberry Girlsの山田寿々、元Strawberry Girlsの高梨由衣、月野愛実、里仲凌空、元ハロプロ研修生の金光留々（2025年6月10日に卒業）でデビュー。デビューライブは2024年12月17日Zepp Namba(OSAKA)＜YOEI FES OSAKA -in Zepp Namba-＞にてお披露目された。金光留々卒業後、双葉うゆ、瀬奈美玲の2名を加え、6名で活動中。ファンネームは「ロマンサー」。

## メンバー
| 名前             | 読み          | ニックネーム                 | 誕生日         | 身長    | 血液型 | 趣味                             | 夢                       | 担当カラー | MBTI | 経歴等 |
| ---------------- | ------------- | ---------------------------- | -------------- | ------- | ------ | -------------------------------- | ------------------------ | ---------- | ---- | --- |
| 山田寿々         | やまだ すず   | おすず                       | 2001年12月11日 | 156cm   | A型    | あいどる！！                     | 世界征服！！             | 赤         | ESFP | 元NMB48 5期生元Strawberry Girls 実姉は山田菜々 実兄は中山優馬 大阪出身                                     |
| 高梨由衣         | たかなし ゆい | にゃし                       | 2001年9月26日  | 147cm   | O型    | ディズニー、アニメ               | でっかくなる             | 黄色       | INTJ | 元Strawberry Girls モデル経験あり。新体操を9年間習っていた。他のアイドルグループの振り付けをいくつか担当。 |
| 月野愛実         | つきの あみ   | あみちゃん、あさん、ちゅきの | 2002年2月14日  | 160.1cm | B型    | 野球観戦、おいしいご飯を食べる！ | まわりの人を幸せにする！ | パープル   | INFP | 元Strawberry Girls 野球大好き（巨人ファン） マシンガントーク                                               |
| 里仲凌空         | さとなか りく | りく                         | 2004年4月28日  | 162ｃｍ | A型    | ダンス、ソロ活                   | 大きくなります絶対に     | 青         | ENFP | 元Strawberry Girls 陽キャ 現役大学生                                                                       |
| 双葉うゆ         | ふたばうゆ    | うちゃん                     | 1998年10月6日  |         |        |                                  |                          | 緑         |      | 元Caress Van End 2025年7月8日デビュー                                                                      |
| 瀬奈美玲         | せなみれい    |                              | 2003年3月19日  |         |        |                                  |                          | ピンク     |      | 元なんキニ！ 2025年7月8日デビュー                                                                          |
| 金光留々（卒業） | かねみつ るる | るるちゃん、るーちゃん       | 2005年9月2日   | 162ｃｍ | O型    | 詩、パン屋さん巡り               | だれかの絶対になること   | -          | INFJ | 元ハロプロ研修生 かなり偏食 最年少 ※2025年6月10日に卒業                                                    |

## 年譜

### 2024年
- 12/11：公式X（旧Twitter）にて空想ロマンスデビューに伴い、2025年にお披露目東名阪ツアー開催が発表された

　（今回のツアーは主催対バンとなる《東京のみワンマン》）
- 12/17：BIR主催フェス「YOEI FES OSAKA -in Zepp Namba-」～Zepp Namba(OSAKA)～にて大阪初お披露目＆デビュー
- 12/20：LEADING CHRISTMAS　～GARDEN新木場FACTORY～にて東京初お披露目
- 12/25：主催公演「 ロマンスの讃美歌 」～六本木BIGHOUSE～　初開催
- 12/27：LEADING PREMIUM 年末感謝祭’24 ～渋谷6会場～ 出演(初ライブサーキット)

### 2025年
- 1/2：主催公演「ロマンス初め。」～六本木BIGHOUSE～ 開催
- 1/8：BIR主催公演「BIR FAMILY 2025」～WOMBLIVE～ 開催(BIR所属主催対バン)
- 1/11：お披露目東名阪ツアー「はじめてのロマンス」 ～名古屋RAD HALL～ 開催 (名古屋初主催対バン)
- 1/11：「アナフェス名古屋～新年SP‼～」2部（名古屋初対バン）

※新曲「平成ロマン」初お披露目＆FC開設の発表
- 1/18：fanicon「ロマンスの花園」開設
- 1/23：「YOEI FES」～WOMBLIVE～(対バン)
- 1/25：お披露目東名阪ツアー「はじめてのロマンス」 ～難波ナンバゲート～ 開催(大阪主催対バン)
- 2/10：お披露目東名阪ツアー「はじめてのロマンス」 ～Club Asia～ 開催(東京ワンマン)

(4月より定期公演を行うことを発表。《日程》4月から毎月第2火曜日 《場所》aube Shibuya)
- 2/12：FC限定配信(初FC配信)
- 2/27：「YOEI FES」～WOMBLIVE～(対バン)
- 3/8：「ロマンスの楽園」vol.1 ～アメリカ村DROP～ 開催(大阪主催公演)
- 3/8：「アナフェス大阪mini vol.129」～梅田am　HALL～ 開催（※大阪２回し）
- 3/9：「ロマンスの楽園」vol.2 ～Sound space DEEP~ 開催(名古屋主催公演)
- 3/31：「BIR Presents 4MANLIVE」～下北沢シャングリラ～(事務所主催初4マンライブ)
- 4/9：定期公演vol.1『微かなロマンス』～aube Shibuya～ 開催
- 4/26：「GIRLS☆DELIGHT#337~LIVE PLANET 関西新グループお披露目LIVE~」～梅田am HALL～ (大阪対バン)
- 4/26：「ロマンスの楽園」vol.3  ～アメリカ村DROP～ 開催(大阪主催公演)※大阪２回し
- 4/27：「ロマンスの楽園」vol.4 ～Sound space DIVA~ 開催(名古屋主催公演)
- 5/13：定期公演vol.2『マーメイドの夢』～aube Shibuya～ 開催
- 5/24：「ロマンスの楽園」vol.5 ～Sound space DIVA~ 開催(名古屋主催公演)
- 5/24：「ロマンスの楽園」vol.6 ～Sound space DIVA~ 開催(名古屋主催公演)※名古屋２回し
- 6/10：定期公演vol.3『恋せよ、乙女。』～aube Shibuya～にて金光留々が卒業
- 6/12：公式X（旧Twitter）にて双葉うゆ、瀬奈美玲の加入が発表された
- 6/21：「ロマンスの楽園」vol.7  ～アメリカ村DROP～ 開催(大阪主催公演)
- 6/21：「ロマンスの楽園」vol.8  ～アメリカ村DROP～ 開催(大阪主催公演)※大阪２回し

(３月より毎月に開催されていた大阪での主催公演は６月で一旦終了となった。次回の大阪主催公演は未定）
- 6/22：「ロマンスの楽園」vol.9 ～Sound space DIVA~ 開催(名古屋主催公演)
- 6/22：「ロマンスの楽園」vol.10 ～Sound space DIVA~ 開催(名古屋主催公演)※名古屋２回し
- 7/8：定期公演vol.4『NEW  ROMANTIC』～aube Shibuya～【新体制お披露目】
- 7/20：「レトロなロマンス」（空想ロマンス主演公演：デビュー半年記念）～新栄シャングリラ～ 開催

(ロマンス指名動員目標達成したため、1周年記念したライブは「ワンマンライブ」として開催決定)
- 7/21：「Muse Music 1部・2部」～amHALL～(新体制初大阪遠征&大阪2回し)
- 8/3：「ロマンスの楽園✕瞬間diary  ツーマンライブ」～FANJ  twice～(大阪ツーマン)
- 8/9：「 IDOL SUMMER JUNGLE」～お台場R地区 野外特設会場～出演
- 8/12：定期公演vol.5『ロマンスの魔法が解けないうちに』～aube Shibuya～(定期公演最終回)

以後、不定期となる。
8/15：FC限定配信(新体制後初FC配信)

## ライブ

### 主催公演
| 2024年   | 2024年                 | 2024年                      | 2024年     | 2024年 |
| 開催日   | タイトル               | 場所                        | 備考       |        |
| -------- | ---------------------- | --------------------------- | ---------- | ------ |
| 12月20日 | 「 ロマンスの讃美歌 」 | 六本木BIGHOUSE(東京:六本木) | 初主催公演 |        |

| 2025年  | 2025年                  | 2025年                      | 2025年                        | 2025年 |
| 開催日  | タイトル                | 場所                        | 備考                          |        |
| ------- | ----------------------- | --------------------------- | ----------------------------- | ------ |
| 1月2日  | 「ロマンス初め。」      | 六本木BIGHOUSE(東京:六本木) |                               |        |
| 3月8日  | 「ロマンスの楽園」vol.1 | アメリカ村DROP(大阪:心斎橋) | 大阪主催公演                  |        |
| 3月9日  | 「ロマンスの楽園」vol.2 | Sound space DEEP(愛知:栄｝  | 名古屋主催公演                |        |
| 4月26日 | 「ロマンスの楽園」vol.3 | アメリカ村DROP(大阪:心斎橋) | 大阪主催公演(大阪2回し:2回目) |        |

### 定期公演
| 4月9日  | vol.1「微かなロマンス」                 | aube Shibuya（東京:渋谷）\| |                                            |
| 5月13日 | vol.2「マーメイドの夢」                 | aube Shibuya（東京:渋谷）\| |                                            |
| 6月10日 | vol.3「恋せよ、乙女。」                 | aube Shibuya（東京:渋谷）\| |                                            |
| 7月8日  | vol.4「NEW ROMANTIC」                   | aube Shibuya（東京:渋谷）\| | 新体制お披露目                             |
| 8月12日 | vol.5「ロマンスの魔法が解けないうちに」 | aube Shibuya（東京:渋谷）\| | 定期公演はこの回をもって一区切りとなった。 |

### ツアー
| 1月11日 | 「はじめてのロマンス」 | 名古屋RAD HALL（名古屋）   |
| 1月25日 | 「はじめてのロマンス」 | 難波ナンバーゲート（大阪） |
| 2月10日 | 「はじめてのロマンス」 | Club Asia（東京）          |

### 生誕祭
| 2025年(1公演) | 2025年(1公演)                                                 | 2025年(1公演)                | 2025年(1公演) | 2025年(1公演) |
| 開催日        | タイトル                                                      | 場所                         | 備考          |               |
| ------------- | ------------------------------------------------------------- | ---------------------------- | ------------- | ------------- |
| 2月16日       | 「月野愛実生誕祭2025〜今日だけはキミにえらばれんたいんっ♡〜」 | 西池袋W:IKE 329（東京:池袋） |               |               |

## 楽曲
- 君のいない世界　※
- 光差す方へ　※
- ミクロコスモス　※
- 愛情　※
- 平成ロマン　※
- Trust Myself　※
- 狂愛ハルシネイト　※
- 儚き声が明日を呼ぶ　※
- ワンタップロマンス　※
- 檸檬の恋　※
- 恋するマーメイド　※
- ラブ・ロマンスに焦がれたい　※
- 心、訳あって　※
- ツキウタ　※
- 愛、丈夫
- イライランデブー、泡沫のサマーマジック、ジャッジメント等（他Strawberry Girlsの曲を主にカバー）

（※はサブスク解禁済み）

## テレビ

### ゲスト出演
2024年
- 12/6：フジテレビ「Live News イット!」に山田寿々が出演

## ラジオ

### ゲスト出演
2025年
- 2/7：渋谷クロスFM「のぞはぴ」に月野愛実が出演

## 書籍
2025年
- 1/22：Myojo 3月号に”3きょうだい”で掲載（中山優馬、山田菜々、山田寿々）[3]

## イベント等
2024年
- 12/28『GAKUSEI RUNWAY 2024 A/W 』～なんばHatch～ にて山田寿々がモデルとして出演

2025年
- 5/25『GAKUSEI RUNWAY 2025 SUMMER』～なんばHatch～ にて山田寿々がモデルとして出演[4]
- 8/6『KANSAI COLLECTION 2025 AUTUMN & WINTER 』にて山田寿々がモデルとして出演

## その他情報
- グループカラーは白（2025年7月29日にメンバーカラー初披露）